# Йоана Мартінес
Йоана Мартінес Барберо (ісп. Yoana Martínez Barbero; народилася 18 листопада 1980 у м. Сан-Себастьяні, Іспанія) — іспанська бадмінтоністка.
Учасниця Олімпійських ігор 2008 в одиночному розряді. У першому раунді перемогла Ерін Керролл з Австралії — 2:0. У другому раунді поступилася Марії Юліянті з Індонезії — 0:2. Учасниця чемпіонатів світу 2001, 2006.
Чемпіон Іспанії в одиночному розряді (2004, 2008), в парному розряді (2004, 2006).
Переможниця Hungarian International в парному розряді (2000). Переможниця Spanish International в парному розряді (2004). Переможниця Giraldilla International в змішаному парному розряді (2005). Переможниця Ecuador International в одиночному розряді (2007).